# Calka (gmina)
Calka (gruz. წალკის მუნიციპალიტეტი) – gmina w regionie Dolna Kartlia w Gruzji. Według spisu powszechnego w 2014 roku zamieszkana przez 18 849 osób. Powierzchnia wynosi 1051 km². Siedzibą administracyjną gminy jest miasto Calka.
Gmina leży w większości na obszarze płaskowyżu Calka.